# Harvey (film)
Harvey je konverzační filmová komedie z roku 1950 podle divadelní hry Mary Chase "Můj přítel Harvey" o čistém bloudovi. Příběh vypráví o muži, který jako jediný vidí velkého bílého králíka jménem Harvey, o lidech kolem něj a o nesnázích, do nichž se kvůli králíkovi dostanou. Oscara za nejlepší herečku ve vedlejší roli získala Josephine Hull, za nejlepšího herce v hlavní roli byl nominován James Stewart.